# Telchius
Telchius is een geslacht van spinnen uit de  familie van de Oonopidae (dwergcelspinnen).

## Soorten
- Telchius barbarus Simon, 1893
- Telchius maculosus Denis, 1952
- Telchius transvaalicus Simon, 1907